# Johannes van den Bent
Johannes van den Bent (Leiden, 16 november 1910 — 16 oktober 2003) was een Nederlands PvdA-politicus en verzetsstrijder. Hij was  burgemeester van Vlieland en Rauwerderhem.

## Levensloop
Van den Bent werd geboren als zoon van Maarten van den Bent (hoefsmid bij de veld-artillerie; 1884-1945) en Aaltje van Hemsbergen (1884-1969). Hij groeide op in Ede. Na een studie aan de De Ruyterschool in Vlissingen ging hij als stuurmansleerling werken bij de Stoomvaart-Maatschappij Nederland (SMN). Hij bracht het daar tot derde stuurman maar na een jaar op zee werd hij in 1930 door de toen heersende crisis werkloos. Daarna was hij nog enige tijd reserve-officier voor hij in 1932 zonder werk kwam te zitten.
Daarop ging hij leren om boekhouder te worden waarna hij ging werken bij de administratie van een betonfabriek. Na een baan bij het gemeentelijk gasbedrijf trad hij begin 1937 in dienst bij de gemeentesecretarie van Ede. Hij was daar adjunct-commies.

### Verzet
Tijdens de Tweede Wereldoorlog vervulde hij op het Edese  gemeentehuis een cruciale rol voor het verzet. Zo kon hij op beperkte schaal gemeentezegels achterover drukken die werden gebruikt voor vervalste persoonsbewijzen van ondergedoken Joden en neergestorte piloten. Een andere truc die hij toepaste was het toevoegen van een valse naam aan de cartotheek waarna het voor een onderduiker mogelijk was een echt persoonsbewijs aan te vragen. Zo verkreeg bijvoorbeeld de Joodse onderduiker Marcel Hertz zijn paspoort. Tijdens de oorlog verleenden Van den Bent en zijn vrouw twee jaar lang onderdak aan diens zusje Bertie (onderduiknaam: Anneke). Via Van den Bent raakte Janny Laupman bij het verzet betrokken. Zijn zwager Driekus van de Pol was een van de leiders van het verzet in Lunteren.
Jo van den Bent nam deel aan de fataal verlopen wapendropping in de nacht van 8 op 9 maart 1945 bij Lunteren. Tijdens en na afloop van de dropping werden negentien verzetsmensen gearresteerd, waarvan zestien werden geëxecuteerd en een in gevangenschap zelfmoord pleegde. Van den Bent verliet samen met de broers Paul en Menno de Nooij het droppingsterrein. Zij werden gewaarschuwd door schoten die de Duitsers loste tijdens de ontsnappingspoging van Piet Rombout. Daarop sloegen zij een andere weg in en wisten zo te ontkomen.
Aan het einde van de oorlog kwam de Sicherheitsdienst uit een aantal verhoren van opgepakte verzetsmensen achter Van den Bents betrokkenheid bij het verzet, maar kregen hem niet meer te pakken. Tragischer liep het af voor Van den Bents jongere broer Simon. Hij werd op 9 oktober 1944 in Amerongen aangehouden samen met drie Britse militairen die hij door de Duitse linies heen richting geallieerd gebied probeerde te smokkelen. Een dag later werd hij geëxecuteerd.

### Burgemeester
In december 1947 werd hij benoemd tot burgemeester van Vlieland. In september 1955 volgde zijn benoeming tot burgemeester van Rauwerderhem wat hij tot zijn pensionering in december 1975 zou blijven. Van den Bent was later woonachtig in Heerde en overleed in 2003 op 92-jarige leeftijd. Hij werd begraven op begraafplaats Engelmanskamp in Heerde.